# Villa Fubini Durando
Villa Fubini, conosciuta anche come Vigna Fubini già Durando, è una storica villa con vigneto sita nelle colline torinesi.

## Storia
La villa inizialmente appartenuta al pittore Bartolomeo Brambilla, venne venduta nel 1774 a Lorenzo Bocca. A seguito di vari passaggi di proprietà la villa arriva al commerciante Giuseppe Berardi che affidò la ricostruzione della Villa all'architetto Mario Ludovico Quarini, che si occupò anche della progettazione del giardino rimasto intatto anche nell'800. Nel 1830 la villa con vigna venne comprata per 9 mila lire dal banchiere David Levi Fubini. Alla morte di questo la proprietà passò alla moglie Bella Treves.